# Regione Metropolitana di Feira de Santana
La Regione Metropolitana di Feira de Santana è un'area metropolitana del Brasile, ubicata nello Stato di Bahia, ufficialmente costituita nel 2011. Secondo le stime dell'IBGE aveva nel 2014 una popolazione di 739.615 abitanti.
La regione è composta soltanto dalle sei municipalità di Amélia Rodrigues, Conceição da Feira, Conceição do Jacuípe, Feira de Santana, São Gonçalo dos Campos e Tanquinho, ma 10 altre municipalità gravitano in qualche modo su di essa.

## Comuni
Comprende 6 comuni:
- Amélia Rodrigues
- Conceição da Feira
- Conceição do Jacuípe
- Feira de Santana
- São Gonçalo dos Campos
- Tanquinho